# Babylon (Hvězdná brána)
Babylon je 8. epizoda 9. řady sci-fi seriálu Hvězdná brána.

## Děj
SG-1 pokračuje v hledání Sodanů, ztraceného kmene povstaleckých Jaffů, kteří podle Teal'ca zběhli před tisíci lety. Když SG-1 prochází lesem, přepadnou je ze zálohy maskovaní Sodanští bojovníci. Plukovníku Mitchellovi se podaří postřelit jednoho Sodanského bojovníka, který také zraní Mitchella. Mitchell je zajat za zabití bojovníka, zatímco zraněný Sodanský bojovník, Volnek, je vzat do SGC, kde se může zotavit a být vyslýchán, aby prozradil polohu plukovníka Mitchella.
Plukovník Mitchell se zanedlouho probudí v táboře Sodanů. Jeden ze Sodanů, jménem Jolan, léčí Mitchellovo zranění a připravuje ho na zápas smrti. Jolan trénuje Mitchella Sodanské bojové umění Joma'Sha'Tal'ac v rámci přípravy na rituální zápas Kel'Shak'Lo, ale v průběhu svého výcviku, je Mitchell svědkem toho, jak Převor Oriů navštíví Sodany. Zjistí také, že Sodanský vůdce, lord Haikon, zvažuje konvertovat na cestu Počátku. Mitchell a Jolan v průběhu výcviku respektují jeden druhého. Jolan poslouchá varování Mitchella, že Oriové by neměli být uctíváni.
Mezitím v SGC, Dr. Lamová a její tým po dlouhé operaci zachrání Volnekovi život. Uzdravuje se díky Tretoninu, ale odmítá jim říct cokoliv, i když vyslýchán Teal'cem. Odmítá věřit, že Oriové nejsou opravdoví bohové, dokonce i přes svědectví Tass'ana, obyvatele planety Sarvarus, kterou Převorové zničili.
Zpět na planetě Sodanů, Mitchell a Jolan se chystají k rituálnímu zápasu, protože Jolan je Volnekův bratr. Jolan zdánlivě zabíjí Mitchella, ale ukáže se, že je to lest. Oba předstírají Mitchellovu smrt pomocí silného elixíru vyrobeného Jolanem. Jolan přísahá, že řekne ostatním Sodanům o hrozbě, kterou Oriové představují pro jeho lidi. Mitchell se vrátí na Zemi a stále nepřesvědčený a rozčílený Volnek se může vrátit na svou planetu.